# Flaming Youth (film)
Pour les articles homonymes, voir Flaming Youth.
Pour plus de détails, voir Fiche technique et Distribution.
Falming Youth est un film américain réalisé par John Francis Dillon et sorti en 1923.
Il est considéré comme partiellement perdu, une copie incomplète subsiste cependant à la Bibliothèque du Congrès. C'est un des grands succès de Colleen Moore au cinéma, qui lance ainsi la mode « Flapper » (garçonne).

## Synopsis
Lorsque Mona Frentiss meurt, elle demande à son confident le Docteur Bobs de veiller sur sa famille, en particulier sur sa plus jeune fille Patricia. La famille a été élevée de la manière la plus non conventionnelle, Mona ayant un amant beaucoup plus jeune et le père Ralph gardant sa propre maitresse à ses côtés. Au fur et à mesure que Patricia vieillit, elle attire l'attention de l'ancien amant de sa mère, Cary Scott, beaucoup plus âgée qu'elle. Cette dernière tente le destin avec ses manières sauvages, perd presque sa vertu au profit d'un musicien à bord d'un bateau de haute mer et est sauvée à temps par Cary. Réalisant qu'il est l'homme qu'il lui faut, elle s'installe dans un mariage expérimental.

## Fiche technique
- Réalisation : John Francis Dillon
- Scénario : Harry O. Hoyt d'après le roman Flaming Youth de Samuel Hopkins Adams
- Producteur : 	John McCormick
- Photographie : James Van Trees
- Distributeur : Associated First National
- Durée:  90 minutes
- Date de sortie : 12 novembre 1923

## Distribution

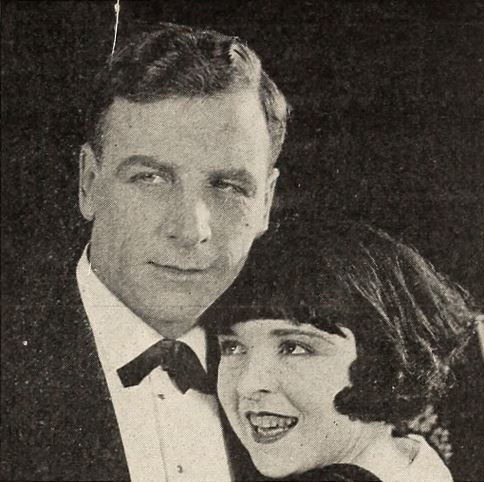
Colleen Moore et Milton Sills dans une scène du film

- Colleen Moore : Patricia Frentiss
- Milton Sills as: Cary Scott
- Elliott Dexter : Dr. Bobs
- Sylvia Breamer : Dee Fentriss
- Myrtle Stedman : Mona Fentriss
- Betty Francisco : Connie Fentriss
- Phillips Smalley : Ralph Fentriss
- Walter McGrail : Jamieson James
- Ben Lyon : Monty Standish
- George Barraud : Fred Browning
- John Patrick : Warren Graves
- Gino Corrado : Leno Stenak
- Gertrude Astor : Annie
- Michael Dark : Sidney Rathbone